# Лаприда (муниципалитет)
Муниципалитет Лаприда  (исп. Partido de Laprida) — муниципалитет в Аргентине в составе провинции Буэнос-Айрес.
Территория — 3440 км². Население — 10 210 человек. Плотность населения — 2,97 чел./км².
Административный центр — Лаприда.

## География
Департамент расположен на юге провинции Буэнос-Айрес.
Департамент граничит:
- на севере — с муниципалитетом Олаваррия
- на востоке — с муниципалитетом Бенито-Хуарес
- на юго-востоке — с муниципалитетом Адольфо-Гонсалес-Чавес
- на юго-западе — с муниципалитетом Коронель-Принглес
- на западе — с муниципалитетом Хенераль-Ла-Мадрид

## Важнейшие населённые пункты[3]
| № | Населённый пункт | Населённый пункт (исп.) | Категория | Население чел. (2010) | На карте                        |
| - | ---------------- | ----------------------- | --------- | --------------------- | ------------------------------- |
| 1 | Буэнос-Айрес     | Laprida                 | город     | 8840                  | 37°32′47″ ю. ш. 60°47′53″ з. д. |
| 2 | Пуэбло-Сан-Хорхе | Pueblo San Jorge        | посёлок   | 248                   | 37°13′44″ ю. ш. 60°57′43″ з. д. |
| 3 | Пуэбло-Нуэво     | Pueblo Nuevo            | посёлок   | 36                    | 37°31′25″ ю. ш. 60°46′20″ з. д. |